# Idévärlden

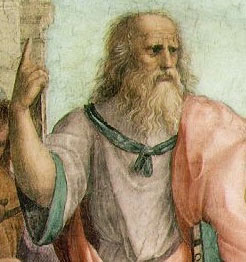
Platon utvecklade läran om idévärlden.

Idévärlden är en filosofisk term, som kan anses ha utgjort grunden för idealismen. Den förknippas främst med Platon, som brukar anses vara termens upphovsman. Termen finns också inom esoteriken.

## Idévärlden inom filosofi och metafysik
I Platons världsbild har tanken på en idévärld en central roll. Idévärlden är enligt Platon den sanna verkligheten och sinnevärlden, alltså den värld människan kan uppfatta med sina sinnen, är bara en skugga eller en blek kopia av idévärlden.
Idévärlden kan exemplifieras i att alla vet hur en cirkel ser ut, men att en handritad cirkel aldrig kan bli helt perfekt, detta kan bara inträffa i idévärlden, och den handritade cirkeln blir bara en kopia av idévärldens perfekta cirkel. Sin syn på idévärlden presenterar Platon i dialogen Staten där han förklarar idévärlden genom den kända grottliknelsen.
Det grekiska ordet eidos stod för mönster, form och struktur och har blivit det senare idé. Idéläran är det vanliga svenska sammanfattande namnet på Platons teoribildning. Ibland används även termen formlära. Ordet form är ofta en bättre översättning (om än inte perfekt) av det mångtydiga ordet eidos. Med det menas att den förnimbara verkligheten inte egentligen är verkligheten utan bara en ofullständig avbildning av den. Den sanna perfekta och oförändliga verkligheten är idéernas värld. Det kan nämnas att en klassisk stridsfråga bland filosofihistoriker och kännare av antikens tankevärld har handlat om vem som var upphov till denna idélära – Sokrates eller hans lärjunge Platon.

## Idévärlden inom esoterisk kosmologi
Inom den esoteriska och teosofiska kosmologin är idévärlden ett centralt begrepp och sammanhänger med vår tanke- och skapandeförmåga och med den ursprungliga betydelsen av ordet idé, det vill säga form. Enligt denna andliga världsbild omvandlas i idévärlden våra tankar till konkreta formobjekt av lägre densitet vid sidan av arketypiska grundformer samt idéformer, som tillförs från högre energinivåer i den gudomliga världen. Dessa idéformer interagerar i sin tur med vår kreativa process och tankeprocess, så att "plötsliga lösningar" på problem eller "inspiration" till skapande infinner sig. Insikter om dessa samband används även inom magi och ligger bakom många fenomen och så kallade övernaturliga uppenbarelser och mirakler. Inom esoterik används även benämningar som kausalvärld eller mentalvärld. I anslutning till detta har även inom naturforskning utvecklats teorier och studier av så kallade formbildningsfält, vilka från idévärlden anses omsluta den fysiska och biologiska existens- och evolutionsprocessen av levande organismer och former och samverkar med det genetiska systemet.